# Helga Schmid
Helga Schmid ou Helga Maria Schmid est une diplomate allemande, née le 8 décembre 1960 à Dachau. 
De 2020 à 2024, elle est secrétaire générale de l'Organisation pour la sécurité et la coopération en Europe (OSCE). Auparavant, elle a notamment été secrétaire générale du Service européen pour l'action extérieure (SEAE).

## Biographie

### Origines et études
Helga Maria Schmid naît le 8 décembre 1960 à Dachau.
Après sa maturité en 1980, elle fait des études de langues romanes, d'anglais, d'histoire et de sciences politiques à l'université Louis-et-Maximilien de Munich à la Sorbonne, conclues par un master en 1987. Elle étudie ensuite le droit international, le droit européen, l'économie et les relations internationales à Académie diplomatique (de) de Bonn.

### Parcours professionnel
Cette section ne s'appuie pas, ou pas assez, sur des sources secondaires ou tertiaires indépendantes du sujet.

Pour l'améliorer, ajoutez-en, ou placez des modèles {{Source secondaire souhaitée}} ou {{Source secondaire nécessaire}} sur les passages mal sourcés. (mai 2024)
Elle a d'abord rejoint la diplomatie en tant que secrétaire privée adjointe du vice-ministre allemand des Affaires étrangères, chargée des affaires européennes (1990-1991). Depuis lors, elle a occupé plusieurs postes diplomatiques importants au cours de sa carrière. Elle est conseillère politique du ministre des Affaires étrangères Klaus Kinkel et chef de cabinet du ministre des Affaires étrangères Joschka Fischer ; et juste avant sa nomination au poste de secrétaire générale de l'OSCE, elle est secrétaire générale du Service européen pour l'action extérieure. De 2011 à 2016, elle y est secrétaire générale adjointe. Avant cela, elle est directrice de l'unité de planification de la politique et d'alerte rapide (unité politique) du Haut représentant pour la PESC au secrétariat général du Conseil de l'Union européenne à Bruxelles.
Le 24 février 2022 à Varsovie, en réaction à l'invasion de l'Ukraine par la Russie, Helga Schmid, en compagnie de Zbigniew Rau, ministre des Affaires étrangères polonais, condamne « fermement les actions militaires de la Russie contre l’Ukraine », qui « constitue une violation flagrante du droit international et des obligations de la Russie ». Elle annonce par la même occasion l'évacuation des observateurs internationaux de l'OSCE présents en Ukraine,. Le 18 mars, à la suite du bombardement du théâtre de Marioupol, Helga Schmid explique que les « attaques délibérées et inhumaines contre des zones civiles doivent cesser à Marioupol, Irpin, Kharkiv, Mykolaïv, Soumy, Kiev et au-delà ». Le 20 septembre à Copenhague, la secrétaire générale de l'OSCE indique condamner le projet d'organiser des référendums dans les territoires ukrainiens occupés.